# Napoleone Leumann
Napoleone Leumann (pronuncia originale: /ˈlɔjman/) (Lomello, 1º marzo 1841 – Torino, 11 luglio 1930) è stato un imprenditore e filantropo svizzero, naturalizzato italiano, attivo nel settore tessile e fondatore dell'omonimo cotonificio e dell'attiguo villaggio per i suoi operai.

## Biografia
La storia imprenditoriale dei Lehmann inizia nel 1831, quando suo padre Isacco (1807-1877) si trasferisce da Kümmertshausen nella Turgovia a Voghera, dove per alcuni anni lavora come semplice operaio nello stabilimento tessile "Fratelli Tettamanzi".
Quando Napoleone nasce, suo padre ha da pochi mesi rilevato l'impresa in cui lavora, che ha alle sue dipendenze 105 operai, aprendo numerose relazioni con il mondo economico locale e con l'industria del tessile per garantire maggiori prospettive all'impresa. Nel giro di venti anni lo stabilimento, ora denominato "Leumann e figli", cresce fino ad occupare 500 operai e l'impresa partecipa con successo all'esposizione italiana di Firenze, dove la sua produzione è apprezzata dai grandi nomi del settore operanti all'epoca. La svolta per i destini imprenditoriali della famiglia arriva quando Napoleone sposa Amalia Cerutti, figlia del direttore e poi presidente della Cassa di Risparmio di Voghera, un matrimonio che assicura crediti notevoli ed oltremodo agevolati.

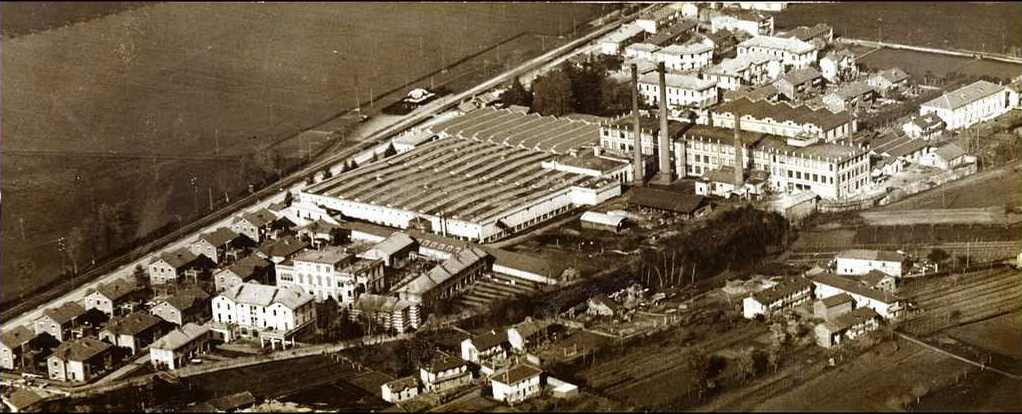
La Leumann e il villaggio operaio in piena attività nei primi anni del '900

Coi necessari capitali a disposizione Isacco e Napoleone decidono di lasciare Voghera, città allora prevalentemente agricola, priva di forza idraulica, linea ferroviaria e sufficienti risorse umane per un grande stabilimento, cui si unisce il totale disinteresse degli amministratori pubblici per l'impresa privata e la miopia delle istituzioni, che neppure contrastano la causa legale che i vicini intentano per il troppo rumore provocato dall'opificio. Nel 1875 si trasferiscono quindi a Torino, città che accorda favori commerciali ed edilizi agli imprenditori per favorire l'industrializzazione e risollevare le proprie sorti economiche, inficiate dallo spostamento della capitale d'Italia a Firenze. Viene scelto un appezzamento di terra nella zona di Collegno lungo il confine con Grugliasco, servito sia dalla ferrovia Torino-Modane che dalla prima tranvia extraurbana italiana, la Torino-Rivoli attiva dal 1871. La posizione scelta, inoltre, consente un facile inoltro dei prodotti a Genova, da dove è possibile spedirli via nave sia in Oriente (specialmente in India), che in America.
La costruzione dello stabilimento prende il via nello stesso anno con alcune strutture annesse (ambulatorio medico, lavatoio, refettorio, asilo infantile) ed entra in piena attività nei primi mesi del 1877 con un buon fatturato e sicure prospettive di crescita, testimoniate dalla solidità del gruppo e da una solida situazione finanziaria che consente di diversificare gli investimenti. Leumann entra infatti nella società francese Krieger di automobili elettriche (di cui diviene presidente), nella Cartiera Italiana (vicepresidente), ed amplia il portafogli aziendale con azioni della Società automobili Martini, delle Distillerie Italiane, della Raffineria Ligure-lombarda, del Lloyd Sabaudo e della Banca Commerciale Italiana. Nel 1902, inoltre, fornisce ai suoi figli maschi i capitali necessari per la costruzione della manifattura di Mathi Canavese, diventata in seguito Cotonificio Piemontese, e fonda nel 1906 il Cotonificio Lucento, poi Manifattura di Pont.
Venuto meno Isacco, nel 1887, Napoleone, che dal padre ha ereditato la mentalità aperta, la propensione al progressismo e la sensibilità circa le tematiche sociali, dà vita al suo più famoso progetto, per il quale è ancor oggi ricordato più che per la sua fruttuosa vita imprenditoriale. Per venire incontro alle esigenze dei suoi operai, dar loro una decente abitazione e tutti i servizi e le comodità di cui possono avere bisogno, lancia il progetto di una borgata operaia da costruire ai lati dello stabilimento, affacciata sul corso Francia in razionale corrispondenza con la tranvia Torino-Rivoli, lungo la quale viene costruita una stazione, il cui progetto è affidato all'architetto Pietro Fenoglio.
Leumann muore nel 1930 ed ha ricevuto sepoltura nella tomba di famiglia presso il Cimitero monumentale di Torino, nel settore riservato ai non cattolici essendo calvinista.

## Attività filantropiche
Nel corso della sua vita Leumann partecipa o dà personalmente vita a numerose attività filantropiche :
- Fondazione della Società Torinese per le Abitazioni Popolari
- Membro del comitato esecutivo del Patronato scolastico, dove si occupa della distribuzione di capi di vestiario e materiale scolastico
- Direttore del Regio Ospizio di Carità, che ospita più di 1500 tra anziani e giovani bisognosi
- Presidente della "Casa Benefica per giovani derelitti"
- Fondazione e costruzione a sue spese della colonia profilattica di Rivoli, chiamata Casa del Sole, edificio provvisto di cucine, refettorio, bagni e sala studio, nato per arginare il dilagare della tubercolosi. Nel 1928 i Medici igienisti di 17 paesi stranieri, invitati dalla Società delle Nazioni a visitarla, la segnalano come modello di riferimento per la pratica della profilassi
- Costruzione, sempre a proprie spese, della colonia marina a Loano per garantire una permanenza salubre ai malati e agli indigenti di Rivoli

## Famiglia
Dal matrimonio con Amalia Cerutti Napoleone ha cinque figli: 
- Ermanno che sposa Teresa Mazzonis, figlia di Ettore, noto industriale torinese del ramo tessile:
- Felice, che sposa Cécile von Martini, figlia di un ricco industriale tedesco di automobili e in seconde nozze Sandra Piumati;
- Lydia, che sposa Ernesto Rossi (poi di Montelera), contitolare con i fratelli della ditta di liquori Martini & Rossi di Pessione Torinese;
- Olga che sposa Giacomo Medici del Vascello;
- Wera, morta prematuramente.

## Onorificenze
Scrive a tal proposito Carla Gütermann, discendente di Napoleone Leumann: "Con la sua morte si spegneva un grande industriale dagli spiccati tratti “socialisti”, rimasto svizzero di cittadinanza e orgoglioso di essere stato un ospite in terra italiana. All'invito Reale a prendere la cittadinanza italiana, convertirsi alla religione cattolica (lui era protestante), ottenere il titolo nobiliare e la nomina a senatore a vita, egli ringraziando rifiutò.".